# Első Magyar Lakatos és Lemezárugyár Részvénytársaság
Az Első Magyar Lakatos és Lemezárugyár Részvénytársaság (németül Erste ungarische Schlosser- und BlechWaaren Fabriks-Actien-Gesellschaft) alapszabályzatát 1893. augusztus 19-én (egyes források szerint 16-án) fogadta el az alakuló közgyűlés, törvényszéken 1893. szeptember 19-én jegyezték be a Braun, Rózsa és társai cégtől megszerzett Első Magyar Épület és Butorvasalás Gyár tevékenységének folytatására. A részvénytársaság elnöke dr. Kállay Zoltán, Heves megye főispánja lett.
A gyár egykori helye Egerben a jelenlegi Dr. Agyagási Dezső Gyógypark környékére tehető. Alapításától az államosításig a város gazdasági életében meghatározó jelentőségű középvállalat volt, amely foglalkoztatottság tekintetében az Egri Dohánygyár után a második legnagyobb üzem volt.

## Cégtörténet
A jogelődből újjáalakult üzem új gépeket vásárolt, tervezte a gyár bővítését. 1893-ban már arról panaszkodott a miskolci kamarának a gyár, hogy nehézségei vannak a nyersanyagbeszerzéssel. Kérte, hogy engedélyezzék a német vasnak a vámmentes behozatalát, mert az akkori vámok mellett olcsóbb volt a Németországból importált vas, mint a hazai.
1896-ban írták a cégről, hogy „a külföldről beözönlő u. n. stájer s egyéb vasalásokkal” próbálja felvenni a küzdelmet. Ebből a sorozatból tudható meg egyébként, hogy a magyar lakatosipar ezidőben méretében igen elmaradott volt a vezető európai államokétól, erős versenyhelyzet alakulhatott ki, ami a hazai termékeket inkább hátrányosan érintette. Erre utalhat az az 1896-os cikk is, ami kedvezőtlen helyzetet említ a gyárral kapcsolatban, mely elsőbbségi részvények kibocsátására kényszerült.
1899 februárjában a Magyar Kereskedők Lapja tévesen felszámolási hírről számolt be, melyet később félreértés okán cáfoltak. A hírek azonban nem feltétlenül lehettek alaptalanok, ugyanis két hónappal később szintén ugyanezen lap arról számolt be, hogy új, bizonyos Egri Lakatosgyár Rt. veszi át a gyár üzletét. Ezt az új részvénytársaságot nem sikerült összehozni, így a társaságban 1899-ben rendkívüli közgyűlésen Kollmann János személyében új igazgatót választottak. Szigorú takarékosságot vezettek be, megszilárdították a munkafegyelmet, a veszteségeket a részvények 50%-os leértékelésével és a 22 000 frt-os állami kölcsönnel tudták rendezni, s ezzel a vállalat helyzetét stabilizálni.
A Lakatosárugyár a XX. században is részesült az állami támogatásból. Így 1904-ben 1-1 fikciós- és excentersajtót, valamint 1 Brodley-féle kalapácsot kapott. A XX. század eleji éves mérlegadatok is kozmetikázottak, ennek ellenére sejtetni engedik, hogy nem igazán sikeres a működése a vállalatnak. Az adatokból kiszűrhető, hogy magasak az üzem készáru- és anyagkészletei, amelyek egyértelműen a piaci értékesítés nehézségeiből adódnak.149 A korabeli sajtó szerint 1907. február elején döntött Eger város képviselő-testülete, hogy az eddigi községi adóját elengedte a vállalatnak, illetve további 10 évi adómentességet adott annak.

### Fellendülés és a virágkor időszaka
1900 után kezd intenzív reklámkampányba. 1904-től kezdve folyamatosan bővítik a termékpalettájukat, ezt követően többször is dicsérik a szépen összeállított árjegyzéküket, melyek rendszerint évente megjelennek. Ennek a folyamatos bővítésnek köszönhetően a gyár már zárakat, kávédarálókat, mákörlőket, kávépörkölőket, díszes tűzhelyeket gyárt. Ekkoriban olyan kifejezésekkel illetik a cég termékeit, mint "zárai kivitelükben jóformán verseny nélkül állnak", "gyártmányai és vasalásai, tüzhelyei (...) országszerte ismeretesek".
1908 szeptemberében mutatta be a gyár a gyöngyösi kiállításon azt az új termékét, a takaréktűzhelyet, amely később csikótűzhely néven évtizedeken át kedvelt gyártmánya lett.
Az 1910-es években jellemzően 200 munkás dolgozik a gyárban, melyből kb. 120 szakmunkás és 80 napszámos. Ekörül a földszinten lévő műhelyei: raktár, csiszoló-, sorszám-, prés-, kovács-, sütőmühely. Itt volt a gépház, a szállodai tűzhelyek műhelye és az asztali tűzhelyek műhelye, az anyagraktár, a készáruraktár, irodák. Az emeleten a zárműhely, hamuláda-készítő műhely, bádogosmühely, tűzhelytartozékok (sütő- és kemenceajtók, tűzhelykeretek) készítésére szolgáló üzemrész. 1909-1910 körül a vállalat évi 100-150 vasúti kocsi rakomány készárut termelt.
A Lakatosárugyárnak szociális létesítményként 1895-től elsősegélynyújtó helyisége, 1900-tól orvosi rendelője volt. 1907-től létezett az Országos Munkás Betegsegélyző és Balesetbiztosító Pénztár, 1910-től a balesetvédelem is megvalósult.
Az 1914-es árjegyzéke szerint a vasalási gyártmányaik: ajtó- és kapuvasalatok, ajtózárak, csapózárak, pincezárak, tolózárak, bevésőzárak, valamint ablak-, redőny- és ágyvasalatok. A lemezáruk közt sütők, tányérmelegítők, tűzhelykeretek, hamutisztító-, tüzelő- és kemenceajtók, kémény- és szélkemenceajtók, fústcsövek, lemezkályhák, tűzhelyek. Késztermékeik: kávéőrlők, széntartók, kerti padok, vaságyak, tábori kohók, targoncák, könnyű- és nehéztüzhelyek. Ez utóbbiak szállodai, kórházi és kávéházi tűzhelyek voltak. Készítettek nyárssütőket, cukrászkemencéket. Egyéb termékek közt: vörösréz mosóüstök, üstházak, gáztűzhelyek (azaz ún. légszeszfőzők), edénymosogatók, melegvíz-felszerelések készültek.

### Az első világháborúban
Az első világháború idején a hadsereg megrendelésére 6000 db sátorkályhát vagy lövészárok-kályhát gyártottak, amelyek szétnyithatók-összecsukhatók voltak.

A Nagy Magyar Compass (43/1., 1915) így említi az 1914. évi jelentésben:

Az Első Magyar Lakatos és Lemezárugyár Rt.-ot az előző évek gazdasági pangása, majd a háború okozta forgalmi nehézségek erősen érintették. A legalaposabb reményünk van azonban ahhoz, hogy a vállalat helyes és körültekintő vezetés mellett mindezt a bajt a legcsekélyebb megrázkódtatás nélkül hamarosan kiheveri.

A Nagy Magyar Compass (44/1., 1916) így ír az 1915. évi jelentésben:

Az Első Magyar Lakatos- és Lemezárugyár Rt. és az Egri Nyomda Rt. üzemüket a háború daczára is fenntartották s a viszonyokhoz mérten kedvező eredményeket értek el, úgy hogy az üzem folytatásához szükséges eszközöket megteremteni képesek voltak és fizetési kötelezettségeiknek eleget tehettek, sőt a háború előtt keletkezett tartozásaikat is a háborús üzem daczára csaknem teljesen visszafizethették.

Nagy Magyar Compass (45/1., 1917) harmadik, igen rövid említése:

Az Első Magyar Lakatos- és Lemezárugyár R.T. azon kedvező helyzetben van, hogy korábbi kötései és meglévő készletei a normális eredményt biztosították számára.

### A háború után és aTanácsköztársaságban
Az első világháború után csökkentett üzemmel dolgozott. Erősen sújtotta a szén- és nyersanyaghiány, ezért átmenetileg mezőgazdasági, kertészeti és szőlészeti gépjavítással, mindennemű gépalkatrész öntésével foglalkoztak, továbbá személy- és teherautók javítását kényszerültek elvállalni. Míg 1913-ban 240 alkalmazottja volt, addig 1922-ben csak 120 fő.
A Tanácsköztársaság idején a gyár közvetlen kára 26.613 K 95 F (a kék pénz értékvesztesége miatt 19.300 K; szállított árukból 3.682 K; szállított anyagokért 601 K 45 F; eszközölt munkákért 2.282 K 50 F; sorozási elnök juttatása 748 K) volt. A gyár közvetett kárát összesen 237.700 K-ra becsülték. Ez 108.000 K értékben az áruforgalom fennakadásából, illetőleg 129.700 K értékben a munkásoknak és tisztviselőknek kifizetett bértöbbletből tevődött össze.
1920 után elsősorban a leszűkült piac miatt kellett korlátozni a termelést és az alkalmazottak létszámát. A gyártott termékek struktúrája nem változott, csupán annyiban módosult, hogy mezőgazdasági eszközök készítésével (ló- és ökörvakarók stb.) is foglalkoztak.
A vállalat részt vett az 1921-ben rendezett Országos vas- és gépipari kiállításon is. A kapcsolódó újságcikkben tévesen 1891-es alakulási dátumot említenek.
1925-ben 150 munkással dolgoztak, 1927-ben viszont már csak 75-80 munkást (és 11 tisztviselőt) említenek. 1929-ben 92 munkás csatlakozott a gyárból a Revíziós Ligához.

### A gazdasági világválságban és a felszámolás
1927-től 1931-ig a vállalat elegendő tőke híján a Hevesmegyei Takarékpénztár Rt. érdekkörébe került, szoros banki és monetáris ellenőrzés alatt állt. 1932 szeptemberében önkéntes felszámolást kért a cég, mivel a vállalat vagyonhiánya ekkor kb. 30 000 pengő volt. 1936-ban Egri Lakatos-, Lemez és Fűrészáru üzemmé szervezték át, melynek társtulajdonosa Kollmann János, aki a Lemezárugyárban 1898-tól főkönyvelő, 1901-től igazgató volt, később alelnök-vezérigazgató és igazgatósági tag. Az új cég reklámjaiban egy ideig még szerepeltették a régi nevét, ami 1943-ban jelent meg utoljára hirdetésben, ugyanis ekkor fejeződött be a felszámolási eljárás.

### A vállalat alkalmazottainak létszáma
Az alábbi táblázatban láthatóak az alkalmazotti létszámok a jogelőd vállalattól a jogutód vállalatok megszűnéséig:
| Év             | Alkalmazottak létszáma |
| -------------- | ---------------------- |
| 1891           | 86                     |
| 1892           | 110                    |
| 1893           | 170                    |
| 1906           | 170                    |
| 1909           | 200                    |
| 1911           | 133                    |
| 1912           | 171                    |
| 1913           | 240                    |
| 1918           | 200                    |
| 1920           | 71                     |
| 1922           | 120                    |
| 1925           | 94                     |
| 1926           | 86                     |
| 1927           | 139                    |
| 1928           | 110                    |
| 1929           | 99                     |
| 1930           | 83                     |
| 1936           | 67                     |
| 1945. október  | 49                     |
| 1946           | 23                     |
| 1947           | 42                     |
| 1948. június   | 48                     |
| 1948. december | 140                    |

### A gyár utóélete
A jogutód Egri Lakatos-, Lemez és Fűrészáru üzem folytatta termelését, 1949-ben államosították, több üzemmel összevonták mint Egri Lakatosárugyár Nemzeti Vállalat. 1964-ben mint Könnyűipari Alkatrészgyártó és Értékesítő vállalat 10. sz. Egri Gyáregysége működik tovább. 1992-ben a privatizáció során a schön & Cie. AG megvásárolja a gyárat, megalakul a Schön-KAEV-Eger Kft. 2010-ben  tulajdonos változás miatt a gyár neve schoen + sandt Hungary Kft.-re változik, mely jelenleg mint elődje említi cégtörténetében.
2009. november 11-én Egerben emlékhelyet avattak a gyár egykori területének közelében a Dr. Agyagási Dezső Gyógyparkban.

## Galéria

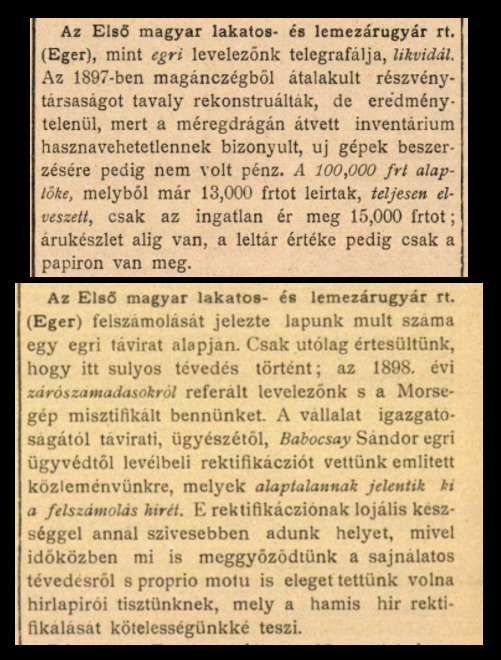
A felszámolás álhíre
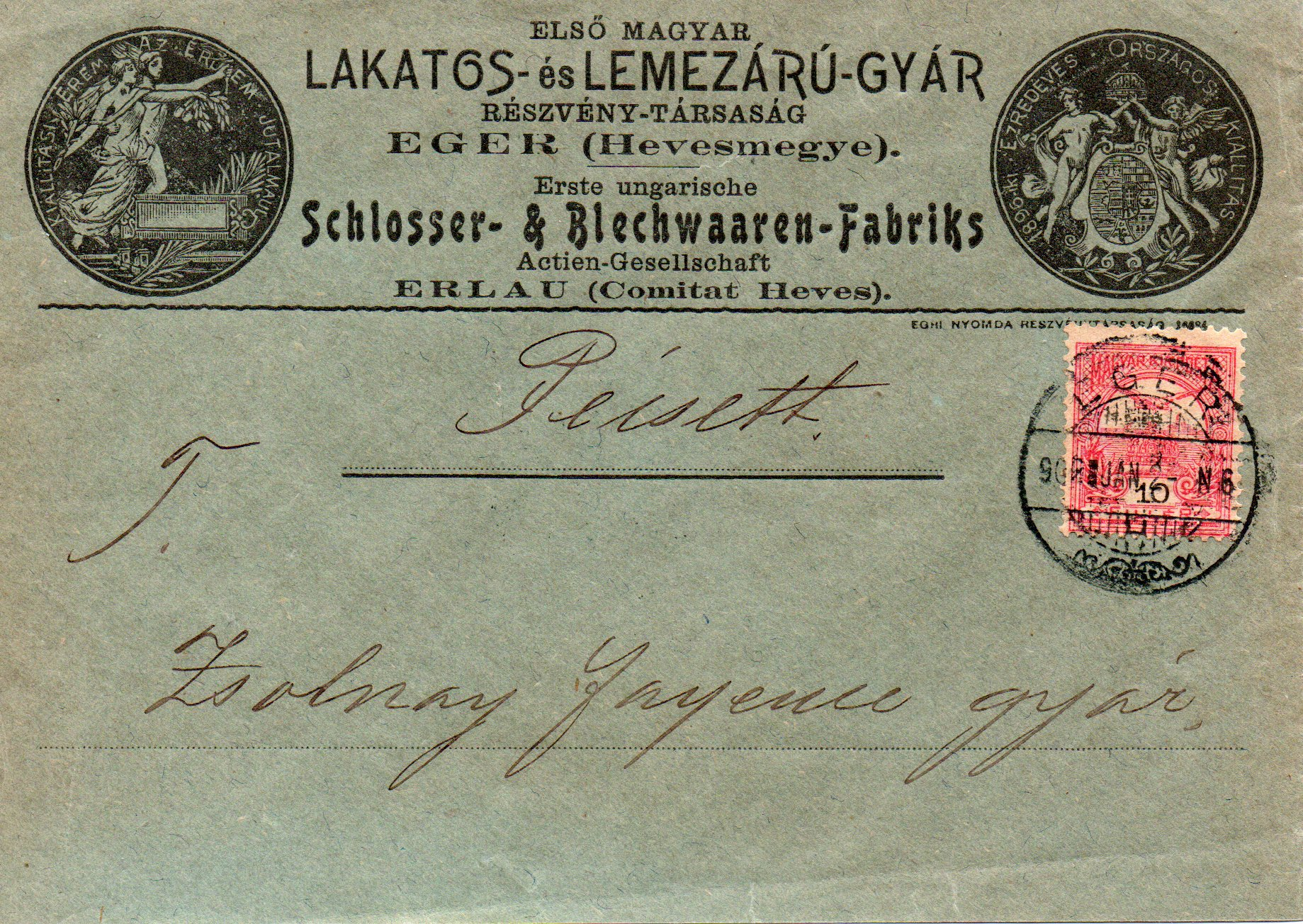
Cégfejléces boríték 1902-ből
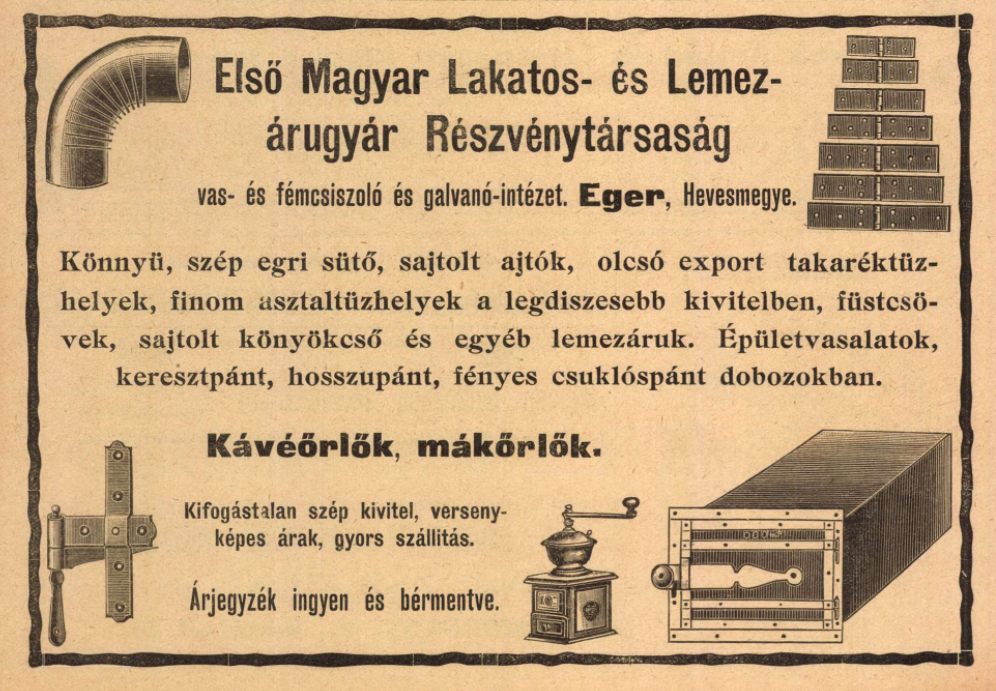
Hirdetés 1904-ből
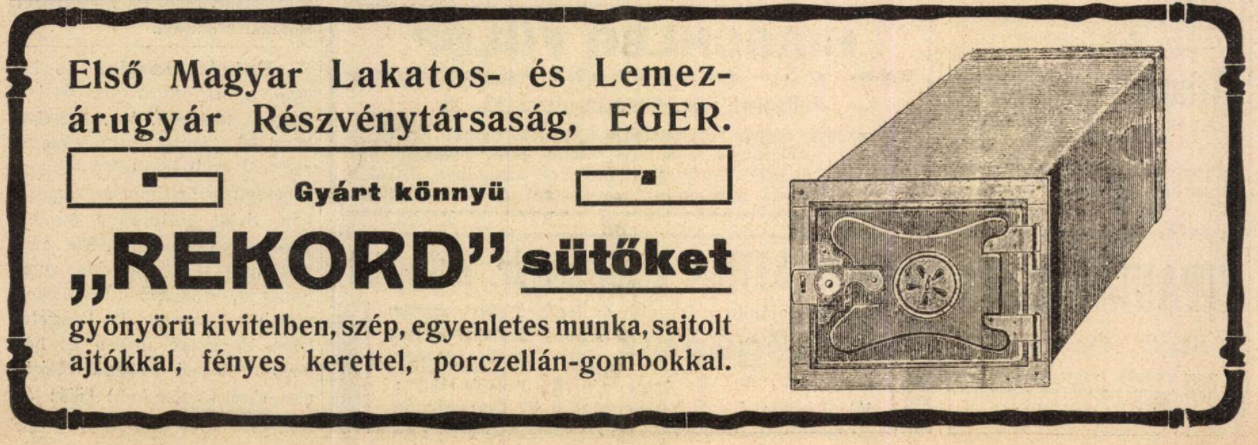
Hirdetés 1909-ből
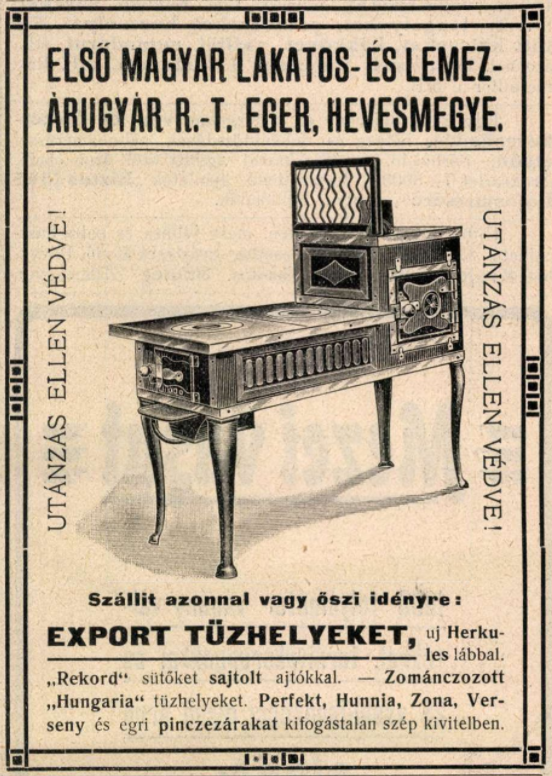
Hirdetés 1910-ből
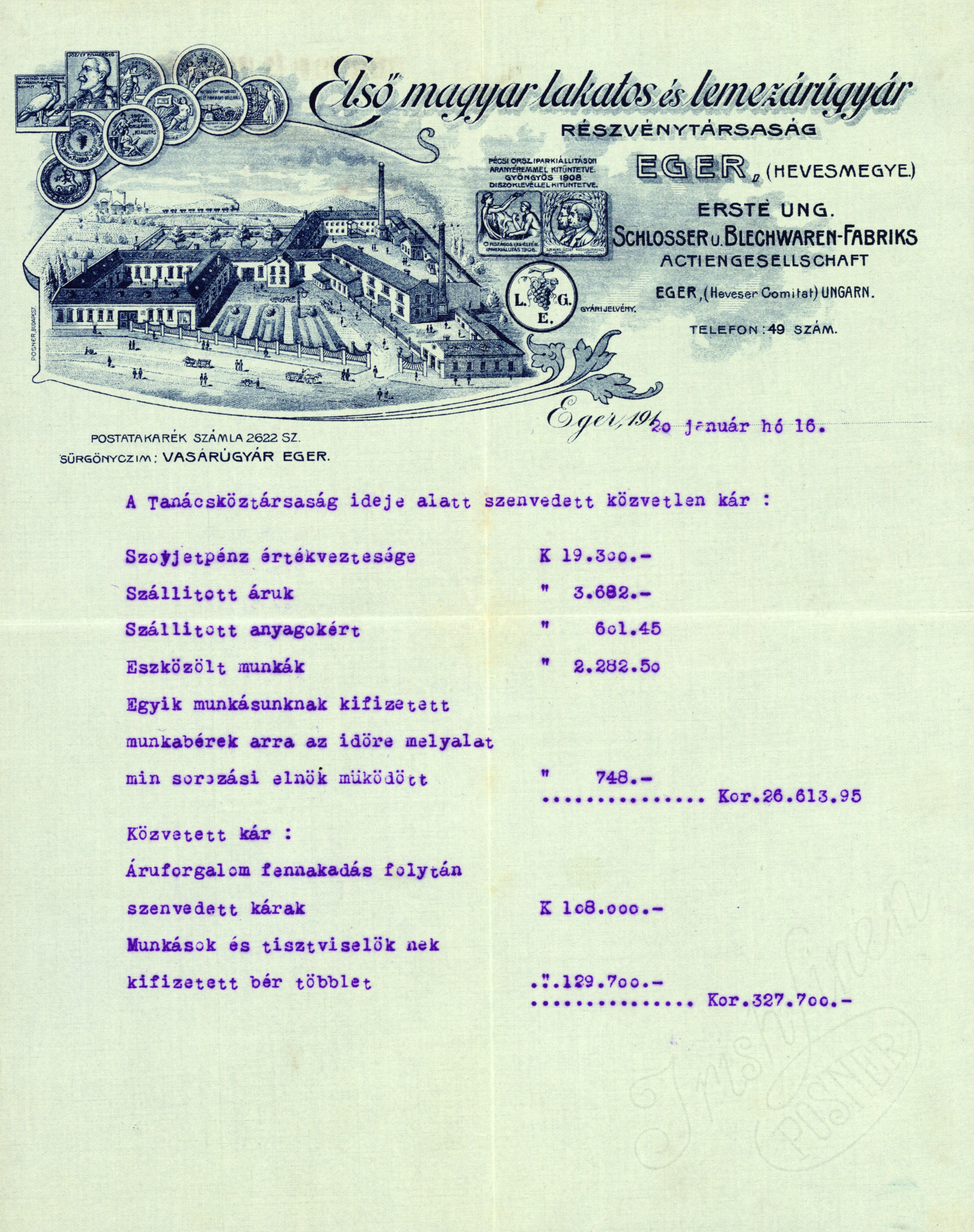
A Tanácsköztársaság alatt keletkezett károk jegyzéke a cégfejléces levélpapíroson
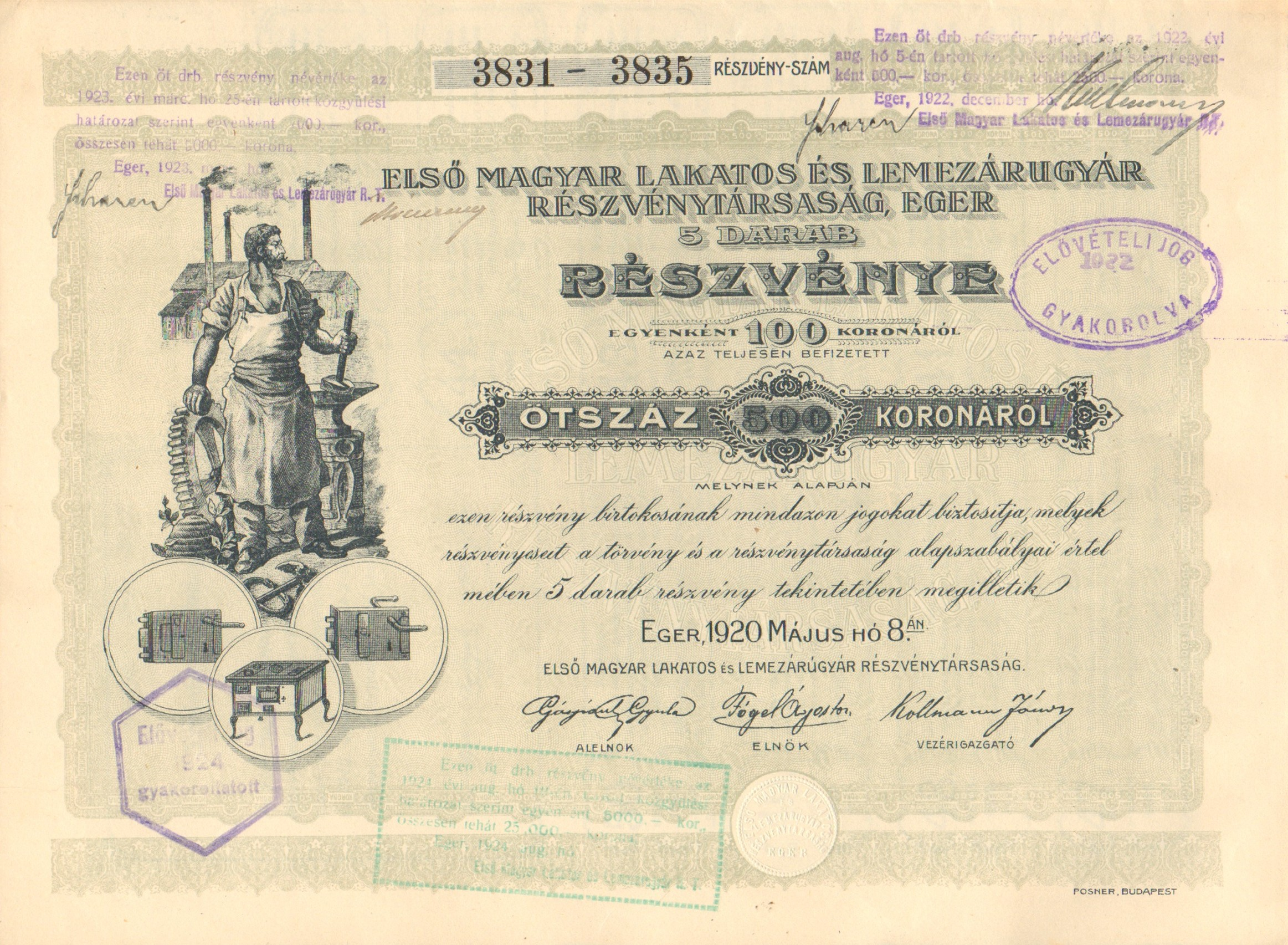
A gyár részvénye 1920-ból
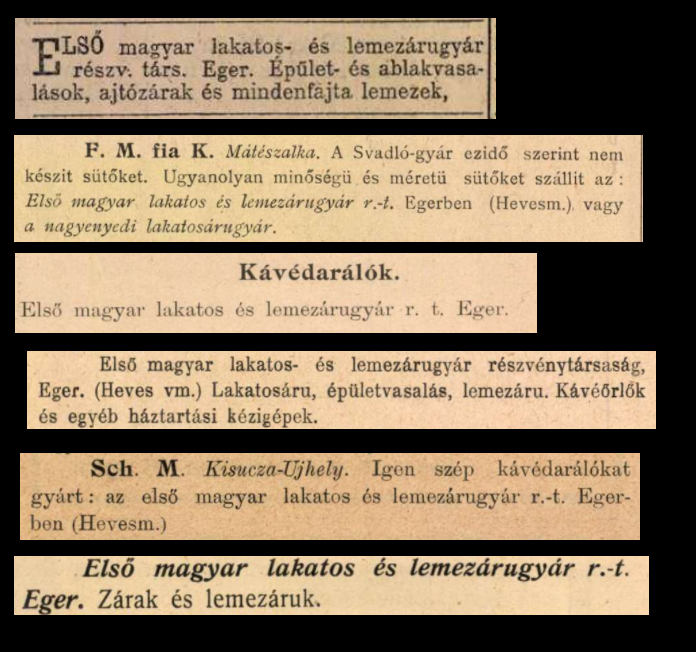
Vegyes hirdetések az 1910-1920 évekből
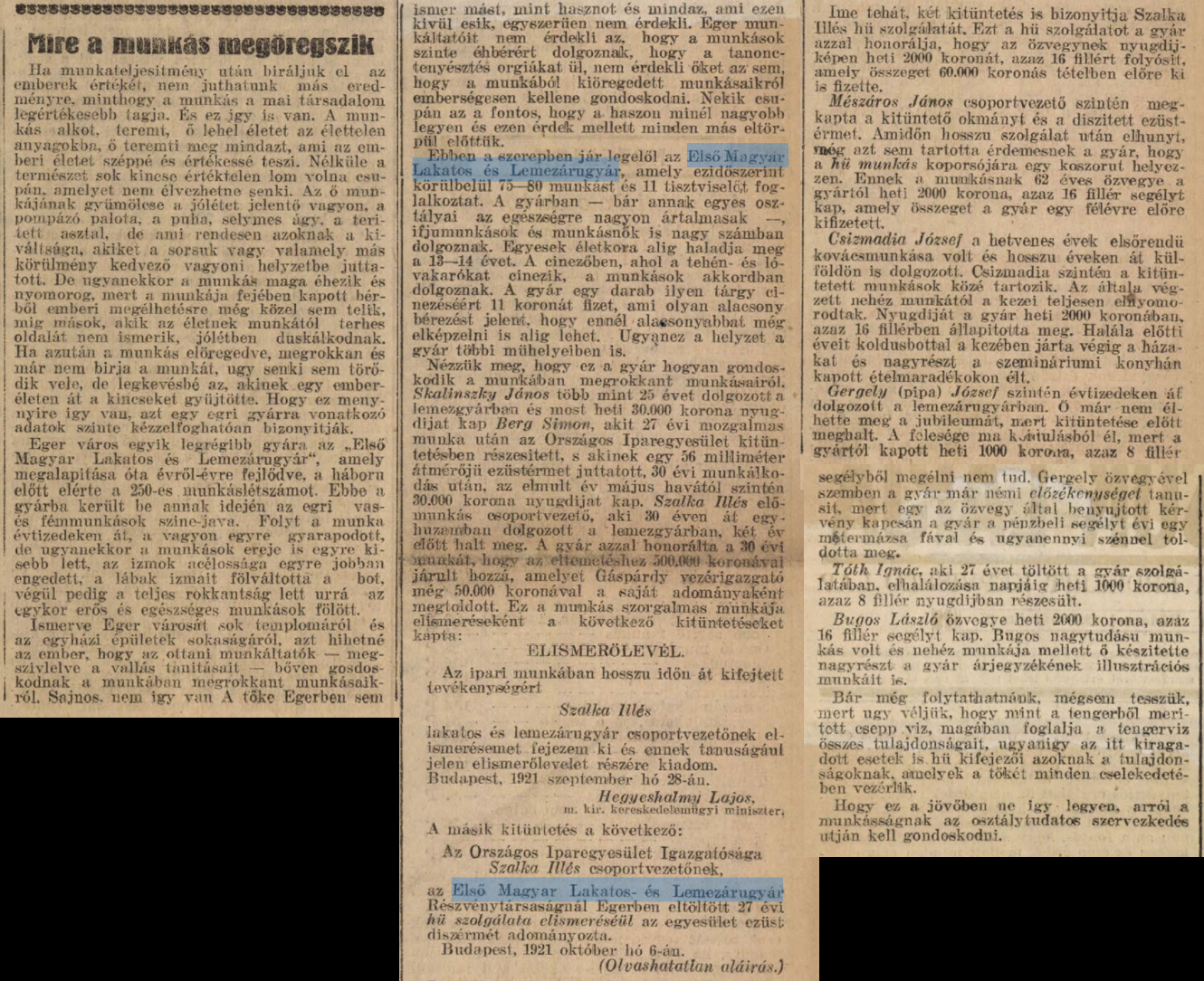
Érdekes cikk a gyár egyik munkásával kapcsolatban
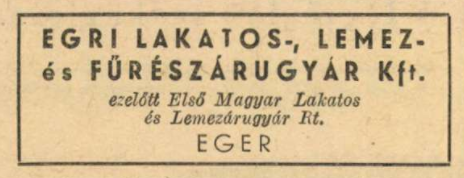
A cég utolsó említése